# Bamberger Kurzfilmtage
Die Bamberger Kurzfilmtage sind ein einwöchiges Kurzfilmfestival, das seit 1991 jedes Jahr im Januar im oberfränkischen Bamberg stattfindet. Als ältestes Kurzfilmfestival in Bayern wurden sie Vorbild und Modell für andere bayerische Kurzfilmfestivals wie die Regensburger Kurzfilmwoche (1994) oder das internationale Münchner Kurzfilmfestival Bunter Hund (1999).

## Profil des Festivals
Die Bamberger Kurzfilmtage sind ein Festival des deutschsprachigen Kurzfilms mit Wettbewerbsproduktionen aus Deutschland, Österreich, der Schweiz, Luxemburg und Südtirol. Mit über 4.500 Besuchern haben sich die Bamberger Kurzfilmtage zu einem der großen deutschsprachigen Festivals entwickelt. Im Wettbewerb werden Spiel-, Dokumentar-, Animations-, Experimental- und Kinderfilme gezeigt, die nicht älter als zwei Jahre und nicht länger als 30 Minuten sind. Über 70 Wettbewerbsproduktionen konkurrieren jährlich beim Bamberger Publikum und den drei Jurys um den Filmpreis Bamberger Zentaur, der in sieben Kategorien vergeben wird:
- Publikumspreis
- Bester Kinderfilm (Kinder-Publikum der Programm-Reihe „Kurzes für Kurze“)
- Bester Kurzspielfilm (Fachjury)
- Bester Animations/Experimentalfilm (Fachjury)
- Dokumentarfilmpreis (Fachjury)
- Regionalfilmpreis Made in Oberfranken! (Regionaljury)
- Preis der Jugendjury

Als Preis bekommt der oder die in der Gunst des Publikums Erstplatzierte den „Bamberger Zentaur“ aus goldüberzogener Schokolade, eine Neuinterpretation des Bamberger Reiters vom Bamberger Bildhauer Adelbert Heil. Einen goldenen Schokoladenzentaur als Trophäe vergeben auch die Fach- und die Jugendjury. Die Dotation liegt je nach Preis zwischen 500 € und 1.000 €.
Regisseure wie Tom Tykwer (Das Parfum), Detlev Buck (Männerpension), Andreas Dresen (Sommer vorm Balkon, Wolke 9) Peter Thorwarth (Was nicht passt, wird passend gemacht) sowie die Oscarpreisträger Florian Henckel von Donnersmarck (Das Leben der Anderen), Pepe Danquart (Schwarzfahrer), Tyron Montgomery/Thomas Stellmach (Quest) und Jochen Alexander Freydank (Spielzeugland) präsentierten ihre ersten Kurzfilme in Bamberg. Die künstlerische Patenschaft des Festivals übernahmen Größen aus der Kulturszene wie 2010 Paul Maar und 2011 Michael Ballhaus oder 2020 Klaus Voormann und 2021 Dieter Wieland.
Neben den Wettbewerbsblöcken zeigen die Bamberger Kurzfilmtage im Rahmenprogramm thematische Sonderrollen. So wird seit 2004 im Special Kurz/Lang ein Kurz- zusammen mit einem Langfilm eines Filmemachers vorgestellt. In dieser Reihe präsentierten unter anderem Daniel Nocke, Sebastian Winkels, Veit Helmer, Neele Vollmaar, Sonja Heiss, Thomas Wendrich, Michael Dreher und Dennis Todorovic ihre Kinodebüts. Die Sonderrollen zeichnen sich oft durch Länderschwerpunkte aus. So wurden auf dem 22. Festival (2012)  unter dem Titel „Orient & Okzident“ Kurzfilme aus orientalischen Ländern mit Werken konfrontiert, die einen Blick von Außen auf die Region richten. Aber auch internationale Filmfestivals und Partner der Bamberger Kurzfilmtage, wie zum Beispiel das Tampere Film Festival (Finnland), das St. Petersburger Dokumentarfilmstudio, das brasilianische Filmfest Brasil Plural, die Vienna Independent Shorts und das portugiesische Kurzfilmfestival Curtas Vila do Conde präsentieren sich mit Werkschauen. Außerdem feiert das internationale Kurzfilmprogramm des Sekretariats der Deutschen Bischofskonferenz Augenblicke – Kurzfilme im Kino seit 2009 die Deutschlandpremiere bei den Bamberger Kurzfilmtagen. Neu im Rahmenprogramm ist seit 2013 eine Nachrücker-Rolle. Das Publikum hat die Möglichkeit, aus dieser Rolle skurriler Kurzfilme einen Beitrag zu wählen und ihn damit in einem der Wettbewerbsblöcke zu platzieren.

## Veranstalter
Die Bamberger Kurzfilmtage zählen zu den wenigen deutschen Filmfestivals, die seit ihrer Gründung fast ausschließlich ehrenamtlich, durch den Verein Bamberger Kurzfilmtage e. V., organisiert werden. Ziel des Vereins ist es, das Kulturgut Kurzfilm als künstlerische Ausdrucksform im nichtkommerziellen Sinne zu fördern und einer breiten Öffentlichkeit zugänglich zu machen. Der Verein gehört zu den Gründungsmitgliedern der AG Kurzfilm.
Das Filmfest finanziert sich durch Sponsoren, Einnahmen aus den Veranstaltungen, Spenden, Beiträge der Fördermitglieder und öffentliche Fördermittel.
Im Jahr 2016 wurde das Festival mit dem Heimatpreis Bayern ausgezeichnet. Gewürdigt wurde die hohe Qualität und die ehrenamtliche Organisation.

## Preisträger des Publikumspreises
- 1992: So schnell es geht nach Istanbul (Regie: Andreas Dresen)
- 1993: Schwarzfahrer (Regie: Pepe Danquart)
- 1994: Im Regen (Regie: Matl Findel)
- 1995: Parlez-moi d’amour (Regie: Filippos Tsitos)
- 1996: Fortissimo (Regie: Frederick Steiner)
- 1997: Was nicht passt, wird passend gemacht (Regie: Peter Thorwarth)
- 1998: Höhlenangst (Regie: Benjamin Quabeck)
- 1999: Real Men Eat Meat (Regie: Maria von Heland)
- 2000: How Time Flies (Regie: Sigrun Köhler, Wiltrud Baier)
- 2001: Takewipe FC (Regie: Nikolaus Gojowczyk-Groon)
- 2002: Summertime (Regie: Anna Luif)
- 2003: Jenseits der Ferne (Regie: Johannes Kaltenhauser)
- 2004: Nachmittag in Siedlisko (Regie: Anne Wild)
- 2005: Meine Eltern (Regie: Neele Vollmar)
- 2006: Die Überraschung (Regie: Lancelot von Naso)
- 2007: Vorletzter Abschied (Regie: Heiko Hahn)
- 2008: Der Aufreißer (Regie: Steffen Weinert)
- 2009: Das heimliche Geräusch (Regie: Michael Watzke)
- 2010: Edgar (Regie: Fabian Busch)
- 2011: Bob (Regie: Jacob Frey, Harry Fast)
- 2012: Der kleine Nazi (Regie: Petra Lüschow)
- 2013: Armadingen (Regie: Philipp Käßbohrer)
- 2014: Süße Seeluft (Regie: Stefan Siebert, Thomas Hessmann)
- 2015: Erledigung einer Sache (Regie: Dustin Loose)
- 2016: Herman the German (Regie: Michael Binz)
- 2017: Bon Voyage (Regie: Marc Wilkins)
- 2018: Watu Wote (Regie: Katja Benrath)
- 2019: Mascarpone (Regie: Jonas Riemer)
- 2020: Alternativen (Regie: Benjamin Kramme)
- 2021: Ein Volksfeind in China (Regie: Andreas Nickl, Matthias Schellenberg)
- 2023: La Valise Rouge (Regie: Cyrus Neshvad)
- 2024: Open Water (Regie: Miguel Temme)